# Plaza Center
Plaza Center es una cadena de centros comerciales del Grupo Intercorp en Perú, con presencia en Lima (Ventanilla, Bolichera, Higuereta, Lurín, La Molina, Comas, San Martín de Porres, Puente Piedra y Villa el Salvador), Moquegua, Tarapoto, Ilo, Puno, Tacna, Talara y Tumbes. Fue fundada en octubre de 2017. Junto con Real Plaza es una de las dos marcas que opera Intercorp Shopping Malls.

## Centros comerciales
El formato aplicado en estos centros comerciales es denominado Power o Strip Centers, los cuales enfatizan sus usos en tiendas ancla. Este formato fue adoptado en mayor número durante y después de la Pandemia del COVID.

### Lima

#### Plaza Center La Molina
Ubicado en la avenida Raúl Ferrero 1205, La Molina, Lima.Era conocido como Molina Plaza hasta su compra por InRetail en 2022 y en 2024, renovaron sus tiendas.

#### Plaza Center Lurín
Ubicado en la avenida Panamericana Antigua y avenida San Pedro, Lurín, Lima.

#### Plaza Center Puente Piedra
Ubicado en la avenida San Lorenzo 202, Puente Piedra, Lima. Cuenta con un hipermercado Plaza Vea y una tienda de mejoramiento del hogar Promart.

#### Plaza Center San Martín de Porres
Ubicado en la avenida Alfredo Mendiola 1879, San Martín de Porres, Lima.

#### Plaza Center Villa El Salvador
Ubicado en la avenida Velasco Alvarado y avenida Solidaridad, Villa El Salvador, Lima. Fue la primera sede en Lima en 2017.

### Otras ciudades

#### Plaza Center Ilo
Ubicado

#### Plaza Center Moquegua
Ubicado en la avenida Circunvalación Norte 1A, Moquegua, Moquegua.

#### Plaza Center Tarapoto
Ubicado en la avenida Salaverry 888 y avenida San Pedro, Tarapoto, San Martín.

#### Plaza Center Tumbes
Ubicado en la avenida Teniente Vásquez 318, Tumbes, Tumbes